# Glaucoma d'angle tancat
El glaucoma d'angle tancat és una malaltia de l'ull (un dels tipus de glaucoma) que es presenta de forma sobtada (glaucoma agut) i que cursa, entre d'altres, amb dolor ocular i percepció d'halos al voltant dels llums, a més de nàusees i vòmits.

## Patogènesi
Es pot presentar a persones que van néixer amb un angle estret entre l'iris i la còrnia (angle de la cambra anterior). L'atac agut es desencadena qual la pupil·la està en midriasi mitjana, aquesta situació pot provocar un bloqueig del pas de l'humor aquós de la cambra posterior a l'anterior a través de la pupil·la (bloqueig pupil·lar). L'humor aquós empeny la perifèria de l'iris cap avant, i aquest tanca sobtadament la malla trabecular (tancament angular) presentant-se després un augment sobtat de la PIO.

## Factors de risc
Alguns dels seus factors de risc són:
- Edat (els majors de 50 anys tenen més risc)
- Individus nerviosos o estressats.
- Hipermetropia
- Antecedents familiars de glaucoma d'angle tancat
- Ús, en pacients amb altres factors de risc, de medicaments anticolinèrgics sistèmics, com ara l'atropina (o derivats) o de simpaticomimètics.
- Administració de midriàtics

## Clínica
Quan no pot sortir l'humor aquós, es produeix un augment de la PIO. Quan aquesta arriba als 30mmHg s'altera la bomba endotelial necessària per a la transparència corneal i s'origina l'edema corneal (visió borrosa amb percepció d'halos al voltant dels llums). Quan la PIO>40-50mmHg, apareix el dolor ocular intens, que pot irradiar-se fins al territori cutani del nervi trigemin. Apareix blefaroespasme i llagrimeig, injecció mixta i símptomes vegetatius vagals, com poden ser bradicàrdia, hipotensió arterial, nàusees i vòmits. Aquests símptomes vegetatius se solen interpretar com una altra patologia i no com a glaucoma, donant freqüentment errors diagnòstics. Si la PIO supera els 80-90mmHg es col·lapsa l'artèria central de la retina, produint-se isquèmia retinal, molt de dolor, disminució de l'agudesa visual i una gran duresa del globus ocular al tacte. Si no es resol el quadre, la lesió per isquèmia es fa irreversible, donant lloc posteriorment a atròfia retinal. El pacient pot haver sofert amb anterioritat plecs angulars intermitents que cedeixen espontàniament, el que dona una clínica de cefalea hemicraneal. Això es coneix com a glaucoma abortiu, subagut o tancament angular intermitent.

## Tractament
El tractament, d'entrada, ha de ser medicamentós, a tres nivells:
- Diürètics osmòtics com ara el manitol o acetazolamida, per a disminuir ràpidament la PIO.
- Corticoides tòpics per a disminuir la inflamació.
- Miòtics com ara la pilocarpina, per a eliminar el bloqueig pupil·lar.

No obstant això, cal no oblidar que aquesta és una malaltia amb una clara base anatòmica que no hem resolt amb fàrmacs. Caldrà, per tant, realitzar una iridotomia quirúrgica o amb làser per evitar nous episodis. A més, de forma profilàctica, cal actuar a l'ull contralateral.